# 19768 Еллендоун
19768 Еллендоун (19768 Ellendoane) — астероїд головного поясу, відкритий 23 липня 2000 року.
Тіссеранів параметр щодо Юпітера — 3,523.